# Fat Bottomed Girls
Fat Bottomed Girls is een nummer van de Britse rockband Queen en geschreven door gitarist Brian May. Het werd uitgebracht als single in 1978 en stond op het album Jazz. Het is opgenomen met een gitaar gestemd in zogenaamde Drop D-stemming. Hierbij is de laagste snaar een volle toon lager gezet (D in plaats van E).
De tekst gaat erover dat "schoonheid in het oog van de toeschouwer zit", hoewel het nummer te veel humor en seksuele toespelingen bevat om serieus op dit onderwerp in te gaan.
De zang op de albumversie verschilt van de uitvoering zoals Queen die bij optredens deed. Op het album is er alleen een lage harmoniezang (door Brian May). Live verzorgde Roger Taylor ook nog hoge harmoniezang. Het refrein wordt gezongen door May.
De albumversie bevat een fout van May. Door de Drop D-stemming sloeg hij per ongeluk een verkeerd akkoord aan voor het derde couplet, doordat hij op de gewone snaren een barre-akkoord speelde in plaats van de gebruikelijke eenvingerige positionering bij deze afwijkende stemming.
Bij de singleversie (die ook te vinden is op het album Greatest Hits) ontbreken kleine gitaarsolo's tussen de coupletten.
Fat Bottomed Girls is uitgebracht als dubbele A-kant, samen met Bicycle Race. In de tekst van het nummer komt de tekstregel “Get on your bikes and ride” voor, een duidelijke verwijzing naar de andere A-kant. In Bicycle Race zit de tekst “Fat bottomed girls, they'll be riding today, so look out for those beauties, oh yeah” waarmee weer wordt terugverwezen.
De foto van de single bevatte een naaktmodel op een fiets, van achteren gefotografeerd. Dit veroorzaakte veel ophef waardoor latere uitvoeringen een aangepaste foto bevatten waarop een slipje was getekend.

## Live-uitvoeringen
- Queen on fire - Live at the Bowl
- Return of the Champions
- Super Live in Japan

## Coverversiesen parodieën
- Het nummer Big Bottom van Spinal Tap is hoogstwaarschijnlijk een parodie op Fat Bottomed Girls.
- De band Antigone Rising coverde het nummer op het tribuutalbum Killer Queen: A Tribute to Queen.
- Hayseed Dixie nam het nummer op in een bluegrass uitvoering op het album A Hillbilly Tribute to Mountain Love, waar het direct wordt gevolgd door Spinal Taps parodie Big Bottom.

## Radio 2 Top 2000
| Nummer met noteringen in de NPO Radio 2 Top 2000 | '18 | '19 | '20 | '21 | '22 | '23  | '24  |
| ------------------------------------------------ | --- | --- | --- | --- | --- | ---- | ---- |
| Fat Bottomed Girls                               | 606 | 636 | 776 | 801 | 946 | 1069 | 1235 |

1. ↑  Een vetgedrukt getal geeft de hoogste notering aan.
2. ↑  2018 was het eerste jaar met een notering voor dit nummer.

## Trivia
- Het nummer werd gebruikt als openingsnummer voor de documentair Super Size Me van Morgan Spurlock uit 2004.
- Het nummer werd gebruikt in aflevering 40 van de televisieserie Nip/Tuck (tijdens een operatie)